# Spökhuset

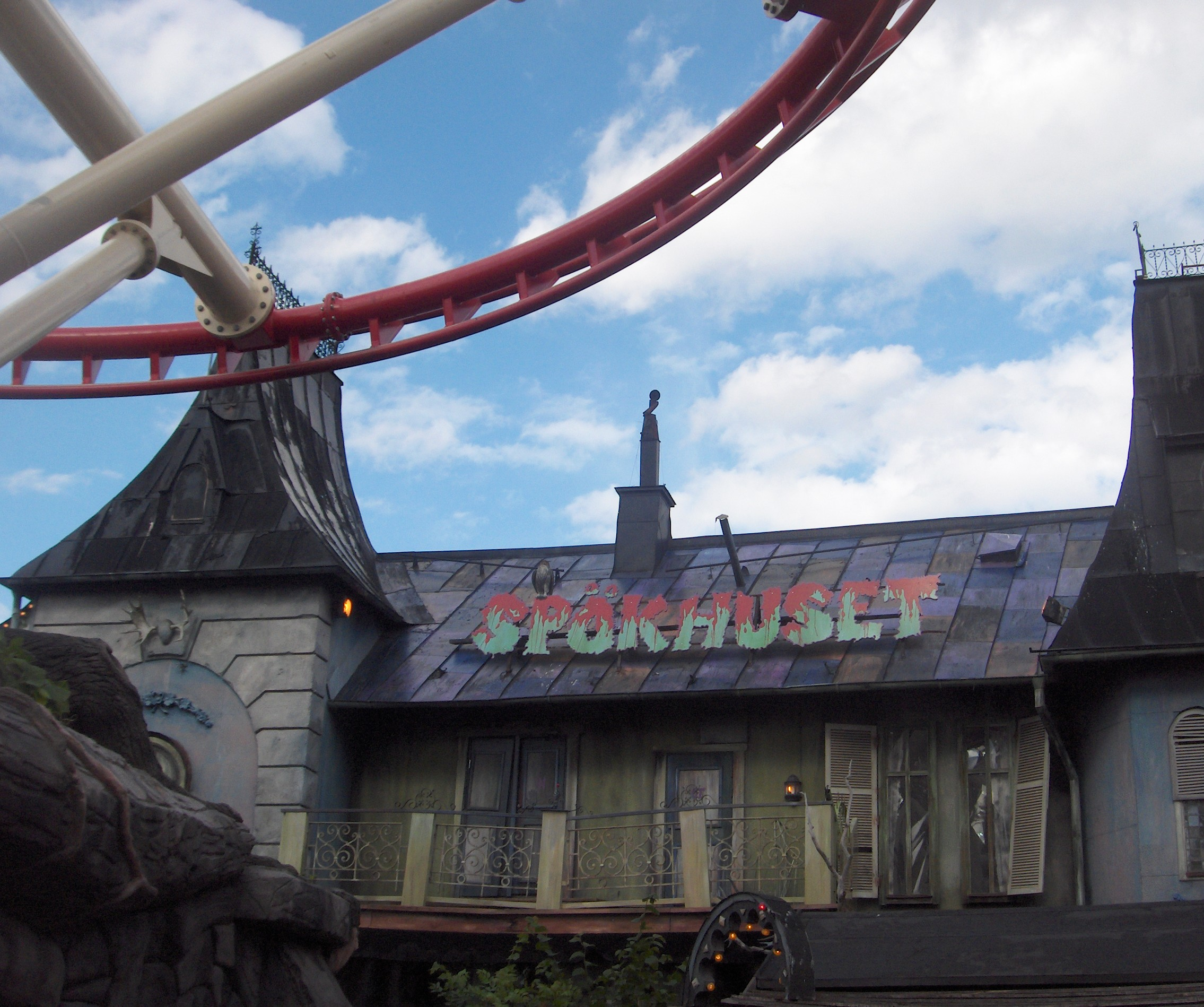
Spökhuset 2007.

Spökhuset var en attraktion på nöjesfältet Gröna Lund i Stockholm i Sverige som var som en föregångare till det senare House of Nightmares. Skådespelare agerade på olika sätt som spöken för att skrämma och roa besökarna.

## Beskrivning
I spökhuset gick man till fots och skrämdes av levande "spöken".
Rekommenderades för barn över 10 år. Åkkuponger eller Åkband gällde ej. Entré 40 kr.